# Tallo (España)
Tallo o San Andrés de Tallo (llamada oficialmente Santo André de Tallo) es una parroquia y un lugar español del municipio de Puenteceso, en la provincia de La Coruña, Galicia.

## Entidades de población
Entidades de población que forman parte de la parroquia:
- A Noria
- As Minas
- Bouzacova
- Bugalleira (A Bugalleira)
- Casas-Novas (As Casas Novas)
- Rieiro (O Rieiro)
- Pardiñas
- Tallo
- Vilasuso

## Demografía

### Parroquia
| Gráfica de evolución demográfica de Tallo (parroquia) entre 2000 y 2019 |
|                                                                         |
| Datos según el nomenclátor publicado por el INE.                        |

### Lugar
| Gráfica de evolución demográfica de Tallo (lugar) entre 2000 y 2019 |
|                                                                     |
| Datos según el nomenclátor publicado por el INE.                    |